# Kietlin
Kietlin (deutsch: Kittelau) ist ein Dorf in der Stadt- und Landgemeinde Niemcza (Nimptsch) im Powiat Dzierżoniowski der Woiwodschaft Niederschlesien in Polen.

## Lage
Kietlin liegt etwa vier Kilometer nördlich von Niemcza (Nimptsch), 21 Kilometer östlich von Dzierżoniów (Reichenbach) und 45 Kilometer südlich der Woiwodschaftshauptstadt Breslau. Nachbarorte sind Wilków Wielki (Groß Wilkau) im Nordosten; Ligota Wielka (Groß Ellguth) und Przystronie (Pristram) im Nordwesten; Gola Dzierżoniowska (Guhlau) im Südwesten; Niemcza (Nimptsch) im Süden.

## Geschichte

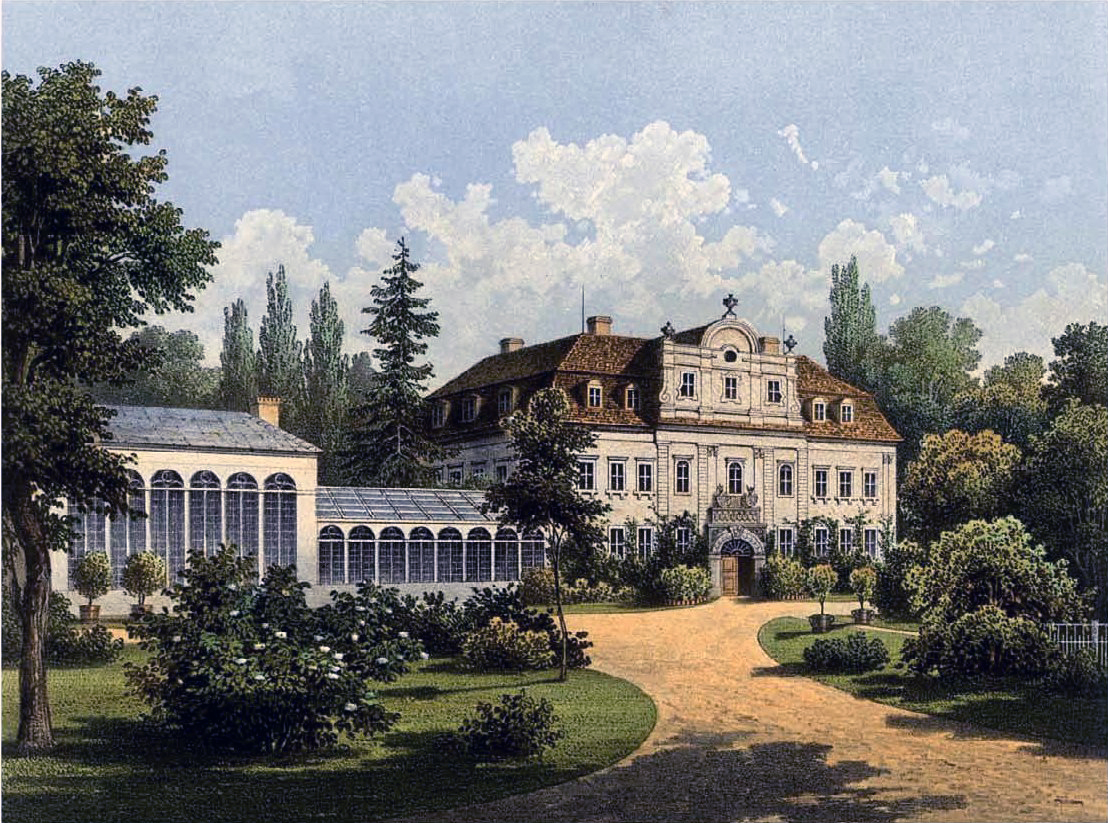
Schloss Kittelau, um 1860/61, nach Sammlung Alexander Duncker

Kittelau geht auf eine slawische Gründung zurück. Es war ursprünglich herzoglicher Pogarellscher Besitz und gehörte zum Herzogtum Brieg, das seit 1329 ein Lehen der Krone Böhmen war. 1210 verlieh Bischof Lorenz von Breslau „Kydlinis“ und Guhlau dem Kloster Kamenz. 1262 fiel Kittelau auch grundherrschaftlich an das Kloster Kamenz. Im Dreißigjährigen Krieg wurde der Ort verwüstet, das Schloss zerstört und durch Krankheiten entvölkert. 1662 überließ Joachim von Gellhorn Kittelau dem Obristen Gregor Kleindienst, der 1664 in Ungarn fiel. 1673 erwarb Daniel Casper von Lohenstein das Landgut von der Herzogin Luise von Brieg. Unter ihm wurde das Lehen aufgelöst und freies Allodialbesitz. Nach dem Tod des Herzogs Georg Wilhelm I. 1675 fiel Kittelau mit dem Herzogtum Brieg als erledigtes Lehen durch Heimfall an die Krone Böhmen.
Seit 1683 war das Gut in Besitz von Lohensteins Schwiegersohn Hans Magnus von Goldfus (1647–1716). Dessen zweite Ehefrau war Elisabeth von Lohenstein-Kittlau (1660–1709). Ihr Ehemann wurde Protestant und zudem kurbrandenburgischer Rat. Das Gut, damals noch Kittlau geschrieben, wurde innerhalb der Familie weiter vererbt. Die Gutsherren, u. a. Ende des 18. Jahrhunderts Sylvius von Goldfus als Major, erwählten als Erben alle Ehefrauen aus dem Adelsstand und zunächst die Offizierslaufbahn. Generationen später wurden namhaft die Kittlauer Grundherren Karl von Goldfus als Generallandschaftsrepräsentant der Schlesischen Landschaft und Regierungsrat sowie sein Sohn Albert von Goldfus als Landrat des Kreises Nimptsch. Gutsherr wurde später Helmuth Synold von Schüz-Goldfus (1886–1929), Adoptivsohn des Silvius von Goldfuß und leiblicher Sohn der Therese von Goldfus (1852–1888) und ihres Mannes Friedrich Synold von Schüz, respektive seiner zweiten Ehefrau Gertrud von Goldfus (1857–1928). Der kaiserliche Oberleutnant zur See Helmuth Synold von Schüz-Goldfus war verheiratet mit der in Tokio geborenen Hertha Fumi Ohly. Er und ihre beiden Töchter Marie Theres und Juliane Henriette starben in der Nacht vom 9. zum 10. Oktober 1929 in Kittelau. Danach ging das Rittergut in den Verkauf. Die Witwe Hertha von Schüz-Goldfus heiratete neun Jahre danach den Berliner Bankier Joachim von Heinz-Tegel. Letzter Gutsbesitzer in Kittelau, um 1937, war dann Hermann Versen mit Wohnsitz in Zawada, Inspektor Eckhold, Förster W. Kuhnert. Die Gutsgröße betrug 412 ha.
Nach dem Ersten Schlesischen Krieg 1742 fiel Kittelau mit dem größten Teil Schlesiens an Preußen und gehörte nachfolgend zum Kreis Nimptsch. 1783 zählte Kittelau ein herrschaftliches Wohngebäude und Vorwerk, drei Bauern, eine Windmühle, 23 Gärtner, zwei Häusler und 219 Einwohner. 1792 waren es ein herrschaftliches Wohngebäude und Vorwerk, eine Windmühle, drei Bauern, 21 Gärtner, zwei Häusler und 219 Einwohner. Kittelau war evangelisch und katholisch nach Nimptsch gepfarrt. Das Standesamt war in Quanzendorf. Nach der Auflösung des Kreises Nimptsch 1932 wurde Kittelau dem neu gebildeten Landkreis Reichenbach/Eulengebirge zugeteilt. Als Folge des Zweiten Weltkriegs fiel Kittelau 1945 mit dem größten Teil Schlesiens an Polen. Nachfolgend wurde es in Kietlin umbenannt. Die deutsche Bevölkerung wurde – soweit sie nicht schon vorher geflohen war – vertrieben. Die neu angesiedelten Bewohner stammten teilweise aus Ostpolen, das an die Sowjetunion gefallen war. Kietlin ist heute ein Teil der Gemeinde Niemcza, die 1990/1991 zur Stadt- und Landgemeinde zusammengelegt wurde und von 1975 bis 1998  zur Woiwodschaft Wałbrzych gehörte.

## Sehenswürdigkeiten
- Schloss Kittelau, erbaut im 17. Jahrhundert, heute Pension

## Persönlichkeiten
- Daniel Casper von Lohenstein (1635–1683), deutscher Jurist, Diplomat, Übersetzer und Dichter, Besitzer von Gut Kittelau
- Silvius von Goldfus (1840 1922), deutscher Rittergutsbesitzer, Landrat und Reichstagsabgeordneter, Erbherr auf Kittelau